# Georgios Karayiannis
Georgios Karayiannis fue un oficial del Ejército griego retirado con el grado de general. El 18 de abril de 1964, el general Georgios Grivas toma contacto con él, ofreciéndole el comando de la Guardia Nacional Chipriota recién formada, puesto que acepta. 

## Incidentes intercomunales
En la fecha del ofrecimiento, debido a la negativa de la comunidad turca a reformar la constitución, ya se había reiniciado la lucha intercomunal en la isla. El 21 de diciembre de 1963, había sido acribillado un matrimonio turco – chipriota en un barrio de esa etnia en Nicosia, detonando los incidentes. Karayiannis dirá, en una entrevista publicada por Ethnikos Kirix el 15 de junio de 1965, “cuando los Turcos rechazaron la modificación de la Constitución, el Arzobispo Makarios puso su plan a trabajar y el ataque griego comenzó en diciembre de 1963”. 
Desde abril a agosto de 1964, Karayiannis comanda y organiza la Guardia Nacional de Chipre, cuya misión sería defender la isla contra la posible invasión militar turca y luchar contra las fuerzas paramilitares del grupo turco - chipriota conocido como TMT. 
En abril de 1964, Georgios Papandreou y Makarios se reúnen en Atenas y acuerdan un lineamiento básico para la enosis. Papandreou prometió el envío clandestino de tropas y armas a Chipre. 
Ante la situación de deterioro, Turquía reinicia planes de desembarco. Esto obligó al Arzobispo Makarios, cuyos esfuerzos para incorporar a su nueva Guardia Nacional a los ejércitos privados habían fallado, a ordenar el 1 de junio la conscripción de todos los greco – chipriotas entre los 18 y 50 años. 
El 14 de junio de 1964, el primer ministro Griego Georgios Papandreou, dudando de la calidad de Makarios como líder, envió a Chipre a Georgios Grivas, teniente general del Ejército Griego. Su propósito era el de coordinar las futuras acciones contra los turco – chipriotas. Tal designación fue realizada junto al envío de armas y personal griego, los que serían el corazón de la nueva Guardia Nacional Chipriota.
Grivas ingresó a Chipre con una única posición oficial, Comandante del Contingente Griego en Chipre ELDYK. Si bien respondía a la cadena de comando del Ejército Griego, muchas veces actuaba independientemente. Asimismo, inmediatamente pasó a tener el liderazgo de la Guardia Nacional, lo que, a la larga, haría pedirle la renuncia al comandante de esa fuerza, General Karayiannis. De esta forma, a tanto a Makarios como a Papandreu, perdieron el control sobre las fuerzas griegas en Chipre. 
El 4 de julio, comenzaron en Ginebra las negociaciones por el conflicto intercomunal en Chipre. Participaron representantes de los gobiernos de los EE. UU. (cuyo jefe de la representación era Dean Acheson), de Grecia y de Turquía junto a representantes de las Naciones Unidas. 
El 22 de julio, Grivas se estableció en el Comando de la Guardia Nacional y comenzó a impartir órdenes directamente a las unidades. Esto indignó a Karayiannis, por lo solicitó su dimisión. Esta no fue aceptada. 
El 5 de agosto, Karayiannis y Grivas fueron llamados a Atenas para conferenciar con el gobierno griego. Karayiannis más tarde manifestó que el ministro de Defensa, Petros Garoufalias, les reclamó que, debido a la inminencia de la enosis, toda acción que pueda devenir en una escalada, debía ser consultada con el Gobierno Griego.

## Eventos en Kokkina
Grivas regresó a Chipre el 6 de agosto y al día siguiente lo hizo Karayiannis. Mientras este efectuaba su vuelo a bordo de un avión de pasajeros desde Atenas, vio explosiones en la zona de Kokkina. A su llegada, se dirigió inmediatamente al Comando de la Guardia Nacional, a la que la encontró en alarma general. 
El General Georgios Grivas informó a Karayiannis que el 6 de agosto, el batallón sueco de UNFICYP había abandonado sus posiciones en la altura conocida como Akoni, en el área de Kokkina y que las unidades de la Guardia Nacional Chipriota, las cuales ocuparon su lugar, recibieron fuego de elementos del TMT colocados en la altura próxima conocida como Lourovouno. Por lo tanto, este general había ordenado un ataque contra Lourovouno para la mañana del 7 de agosto. 
Karayiannis declaró posteriormente que el ataque contra Lourovouno había sido ordenado sin que el gobierno griego sea informado y que Grivas había mal aconsejado al Arzobispo Makarios y al Consejo de Ministros diciendo que él obtendría la autorización de Grecia antes de actuar. 
Karayiannis una vez más se irritó con Grivas, más aún cuando supo que el ataque había sido mal organizado, de modo se inició a las 1530 en vez de los previsto por la mañana y por lo tanto no podido para alcanzar sus objetivos al anochecer. Durante esa noche Grivas reunió una gran cantidad fuerzas en el área de Kokkina y ordenó un ataque para la mañana siguiente. 
El 8 de agosto, Lourovouno fue tomado a las 0745. Aún sin la autorización de Grecia, pero con el apoyo de Makarios, Grivas extendió operaciones, con el objetivo de asumir el completo control del enclave de Kokkina. 
A las 1005, Grivas recibe la orden del Comando General de la Defensa de Grecia de cesar las operaciones ofensivas, orden que no es acatada. Posteriormente, ese mismo día, el primer ministro Griego Georgios Papandreou envió un mensaje a Makarios que expresaba su desaprobación a las últimas iniciativas. 
Mientras que Grivas marchó a la zona de operaciones, Karayiannis, que insistía en que las órdenes del gobierno griego para suspender operaciones ofensivas debían ser obedecidas, permaneció en el Comando de la Guardia Nacional en Nicosia. 
A las 16.15 la Fuerza Aérea Turca atacó las fuerzas de la Guardia Nacional en el área de Kokkina, la que no pudo oponer ninguna resistencia significativa. Grivas, que estaba presente en el área, hizo todos lo que él podría para evitar que los hombres de la Guardia Nacional que se aterraban, abandonen sus posiciones. Cuando los ataques aéreos cesaron dos horas más adelante, Grivas volvió al Comando de la Guardia Nacional en Nicosia. 
A las 20.00 , el Consejo de Ministros de Chipre se reunió, con la presencia de Makarios, de Grivas y de Karayiannis. Grivas propuso, y el consejo acordó, un ataque total durante la noche para tomar el control el enclave de Kokkina. Karayiannis intervino, pidiendo Grivas que informe si él tenía alguna idea y si tal orden fuera impartida, de cómo y cuando eso sería llevado a cabo el ataque por las unidades dependientes. Grivas fue forzado para admitir que él no podría pedir un ataque para antes de la tarde del día siguiente, el 9 de agosto. 
Karayiannis también protestó que el Gobierno de Chipre estaba emprendiendo iniciativas ofensivas sin consejos con el gobierno de Grecia, a pesar de acuerdos anteriores. El Ministro del Interior y Defensa de Chipre, Polycarpos Georkadjis, contestó sometiendo a consideración su dimisión debido a que Karayiannis, siendo el Comandante de la Guardia Nacional, recibía órdenes del Ministro de Defensa en Grecia en vez que suyas. La dimisión no fue aceptada. 
A las 21.00, Grivas volvió al Comando de la Guardia Nacional y, en presencia del Georkadjis, de Karayiannis y de otros, sometió su dimisión, describiéndose como "renegado" por no obedecer las órdenes del gobierno griego. 
Karayiannis ordenó inmediatamente todas las unidades reagrupar, mantener posiciones y aguardar otras órdenes. 
El 9 de agosto, a las 10.00, la Fuerza Aérea Turca reasumió sus operaciones en el área de Kokkina y las amplió a las blancos civiles en la región. Los ataques con napalm contra las aldeas de Pyrgos, de Pigenia, de Pachyammos, de Pomos y de la ciudad de Polis Chrysochous mataron a 53 e hirieron a 125 civiles. La Fuerza Aérea Turca también atacó, equivocadamente, a la misma localidad de Kokkina. 
El Consejo de Ministros de Chipre, en una sesión de la emergencia con Makarios presidiendo, decidió publicar un ultimátum de advertencia al gobierno turco diciendo que, a menos que los ataques aéreos sean detenidos, un ataque general contra aldeas turco - chipriotas sería llevado a cabo por la Guardia Nacional. Se le solicitó al general Karayiannis que seleccione dos aldeas turco - chipriotas para la destrucción en caso de que el ultimátum no fuera acatado. Karayiannis rechazó el requerimiento diciendo que él era oficial de ejército y no un verdugo de la gente inocente. 
Durante la noche del 9 de agosto la crisis militar fue desactivada por una intervención del Consejo de Seguridad de las Naciones Unidas Todas las unidades fueron ordenadas retirarse. 
Grivas volvió a su puesto y anunció que estaba asumiendo nuevamente el Comando Militar Supremo de Chipre una vez más. Karayiannis le informó sobre los acontecimientos durante el día y las preparaciones para hacer frente a un posible desembarco Ejército Turco, por lo cual Grivas ordenó a Karayiannis no mover a un solo pelotón sin su aprobación personal. 
Antes y durante la crisis de Kokkina, Karayiannis debió seguir órdenes del gobierno de la República de Chipre y de Grecia, que llegaron a ser contradictorios debido a la carencia del acuerdo entre los dos gobiernos.

## Renuncia
Georgios Karayiannis envió el 15 de agosto su solicitud de dimisión a Makarios. Este pidió a Karayiannis que reconsiderara su decisión, lo que prometió hacer después de volver a Grecia a consultar con el gobierno griego. 
Probablemente, Makarios deseaba que Karayiannis permaneciera como jefe de la Guardia Nacional como contrapeso del Comandante Militar Supremo Grivas, con quien Makarios encontraba cada vez más difícil negociar. 
Karayiannis, sin embargo, después de que su vuelta a Grecia y consulta con el Gobierno Griego, escribió a Makarios otra carta por la que mantenía su decisión para dimitir. Makarios aceptó su dimisión y le agradeció sus servicios. 
En junio de 1965 Karayiannis redactó una serie de artículos sobre su época en Chipre en el periódico griego "Heraldo Nacional", en los cuales contó los hechos y acusó a Grivas de incompetencia militar, de comportamiento irracional y de debilidad psicológica. Esa serie de artículos, y su informe sobre la crisis de Kokkina al Gobierno de la República de Chipre inmediatamente después de los acontecimientos, proporcionan una mirada interesante de este importante período del conflicto de Chipre y en la personalidad y las acciones de Grivas.
- Datos: Q8963846